# Білозерська сільська рада (Октябрський район)
Білозе́рська сільська рада (рос. Белозёрский сельский совет) — сільське поселення у складі Октябрського району Оренбурзької області Росії.
Адміністративний центр — село Білозерка.

## Історія
2013 року ліквідована Успенська сільська рада (село Успенка), територія увійшла до складу Білозерської сільради.

## Населення
Населення — 542 особи (2019; 778 в 2010, 1026 у 2002).

## Склад
До складу сільської ради входять:
| Населений пункт  | Населення, осіб (2002) | Населення, осіб (2010) |
| ---------------- | ---------------------- | ---------------------- |
| Білозерка, село  | 605                    | 441                    |
| Івановка, село   | 0                      | -                      |
| Людвіновка, село | 47                     | 30                     |
| Успенка, село    | 374                    | 307                    |